# Je te dis vous
Je te dis vous (с фр. — «Я говорю тебе Вы») — третий студийный альбом французской певицы Патрисии Каас, выпущенный 6 апреля 1993 года на лейбле Columbia Records. Альбом имел коммерческий успех, в частности во Франции альбом занял первое место в хит-параде и получил бриллиантовую сертификацию.

## Об альбоме
Пластинка записывалась в Лондоне, продюсером стал Робин Миллар, известный по работе с группами Sade и Fine Young Cannibals. Песни «Je te dis vous», «Je retiens mon souffle» и «Fatiguée d’attendre» хоть не были написаны лично певицей, но в буклете она отмечена как «автор идеи». Для этого альбом Каас записала свою первую песню на немецком языке «Ganz und gar», также на альбом попали три английские кавер-версии. Британский рок-музыкант Крис Ри аккомпанировал певице на гитаре на треках «Out of the Rain» и «Ceux qui n’ont rien».
Релиз альбома состоялся 6 апреля 1993 года. Во Франции альбом добрался до вершины чарта и удерживал лидирующую позицию пять недель, также альбом добрался до первой строчки в Бельгии и второй в Швейцарии. В англоязычных странах альбом издавался под названием Tour de charme (не путать с одноимённым концертным альбомом). По состоянию на 1995 год альбом разошёлся тиражом в два миллиона копий во всём мире.

## Список композиций
| №                   | Название                      | Автор(ы)                                  | Длительность |
| ------------------- | ----------------------------- | ----------------------------------------- | ------------ |
| 1.                  | «Y’avait tant d’étoiles»      | Жоэлль Копф, Мишель Амселлем              | 1:54         |
| 2.                  | «Hôtel Normandy»              | Дидье Барбеливьен, Франсуа Бернейм        | 5:34         |
| 3.                  | «Je retiens mon souffle»      | Фабрис Абулькер, Марк Лавуани, Пьер Жилле | 4:37         |
| 4.                  | «Ceux qui n’ont rien»         | Дидье Барбеливьен, Франсуа Бернейм        | 5:16         |
| 5.                  | «Il me dit que je suis belle» | Сэм Бревски                               | 5:21         |
| 6.                  | «Space In My Heart»           | Дэвид Остин, Макс Эллиот                  | 4:51         |
| 7.                  | «La Liberté»                  | Фабрис Абулькер, Марк Лавуани             | 4:04         |
| 8.                  | «Fatiguée d’attendre»         | Жоэлль Копф, Мишель Амселлем              | 4:31         |
| 9.                  | «Jojo»                        | Дидье Барбеливьен, Франсуа Бернейм        | 3:20         |
| 10.                 | «Je te dis vous»              | Жоэлль Копф, Мишель Амселлем              | 3:43         |
| 11.                 | «Reste sur moi»               | Фабрис Абулькер, Марк Лавуани             | 4:34         |
| 12.                 | «Ganz und gar»                | Мариус Мюллер-Вестернхаген                | 4:47         |
| 13.                 | «Out of the Rain»             | Тони Джо Уайт                             | 4:34         |
| 14.                 | «It’s A Man’s World»          | Бетти Ньюсам, Джеймс Браун                | 5:45         |
| 15.                 | «Entrer dans la lumière»      | Дидье Барбеливьен, Франсуа Бернейм        | 4:05         |
| Общая длительность: | Общая длительность:           | Общая длительность:                       | 66:55        |

| №   | Название            | Автор(ы)                     | Длительность |
| --- | ------------------- | ---------------------------- | ------------ |
| 16. | «Juste une chanson» | Жоэлль Копф, Миюки Накадзима | 6:01         |

| №   | Название                      | Автор(ы)                                  | Длительность |
| --- | ----------------------------- | ----------------------------------------- | ------------ |
| 1.  | «Y’avait tant d’étoiles»      | Жоэлль Копф, Мишель Амселлем              | 1:54         |
| 2.  | «À Saint-Lunaire»             |                                           | 3:01         |
| 3.  | «Je retiens mon souffle»      | Фабрис Абулькер, Марк Лавуани, Пьер Жилле | 4:37         |
| 4.  | «Ceux qui n’ont rien»         | Дидье Барбеливьен, Франсуа Бернейм        | 5:16         |
| 5.  | «Il me dit que je suis belle» | Сэм Бревски                               | 5:21         |
| 6.  | «Space In My Heart»           | Дэвид Остин, Макс Эллиот                  | 4:51         |
| 7.  | «La Liberté»                  | Фабрис Абулькер, Марк Лавуани             | 4:04         |
| 8.  | «Fatiguée d’attendre»         | Жоэлль Копф, Мишель Амселлем              | 4:31         |
| 9.  | «Jojo»                        | Дидье Барбеливьен, Франсуа Бернейм        | 3:20         |
| 10. | «La Vie En Rose»              | Луиги, Маргарит Моммон                    | 3:20         |
| 11. | «Je te dis vous»              | Жоэлль Копф, Мишель Амселлем              | 3:43         |
| 12. | «Reste sur moi»               | Фабрис Абулькер, Марк Лавуани             | 4:34         |
| 13. | «It’s A Man’s World»          | Бетти Ньюсам, Джеймс Браун                | 5:45         |
| 14. | «Entrer dans la lumière»      | Дидье Барбеливьен, Франсуа Бернейм        | 4:05         |

## Чарты
| Чарт (1993)                     | Высшая позиция |
| ------------------------------- | -------------- |
| Бельгия/Фландрия (Ultratop)     | 1              |
| Германия (Offizielle Top 100)   | 11             |
| Европа (Music & Media)          | 10             |
| Нидерланды (Album Top 100)      | 83             |
| Франция (SNEP)                  | 1              |
| Швейцария (Schweizer Hitparade) | 2              |

| Чарт (1993)                     | Позиция |
| ------------------------------- | ------- |
| Европа (Music & Media)          | 28      |
| Германия (Offizielle Top 100)   | 42      |
| Франция (SNEP)                  | 3       |
| Швейцария (Schweizer Hitparade) | 9       |
| Чарт (1994)                     | Позиция |
| Франция (SNEP)                  | 29      |

## Сертификации и продажи
| Регион                                                      | Сертификация  | Продажи   |
| ----------------------------------------------------------- | ------------- | --------- |
| Германия (BVMI)                                             | Золотой       | 250 000^  |
| Канада (Music Canada)                                       | Золотой       | 50 000^   |
| Финляндия (Musiikkituottajat)                               | Платиновый    | 44 918    |
| Франция (SNEP)                                              | Бриллиантовый | 1 402 700 |
| Швейцария (IFPI Switzerland)                                | 2× Платиновый | 100 000^  |
| Япония                                                      | —             | 100 000   |
| Итого                                                       |               |           |
| Мир (IFPI)                                                  | —             | 2 000 000 |
| ^ Данные о тиражах приведены только на основе сертификации. |               |           |